# I Won't Play
I Won't Play é um filme de drama em curta-metragem estadunidense de 1944 dirigido e escrito por Crane Wilbur, Laurence Schwab e James Bloodworth. Venceu o Oscar de melhor curta-metragem em live-action: 2 bobinas na edição de 1945.

## Elenco
- Dane Clark - Joe Fingers
- Janis Paige - Kim Karol / Sally
- Warren Douglas - Rusty 'Handsome'
- Robert Shayne - capelão
- William Haade - Chicago
- William Benedict - Florida